# 海防与塞防之争
海防与塞防之争是1870年代中国朝野关于国防政策的一场辩论，其主要的争论点在于国防应当偏重东南沿海的海洋防御还是偏重西北内陆的陆上防御。1871年，阿古柏的浩罕汗国入侵新疆，而俄国则借机侵占伊犁。同治十一年（1872年），日本借八瑤灣事件将琉球国降格为琉球藩，又于同治十三年（1874年）以生番无主之理由对台湾用兵，引起中国之警觉。
中国是否应当在日本出兵台湾之时对新疆发起昂贵的远征成为了重要的议题。直隶总督李鸿章为首的一派力主加强海防，以应对未来的日本入侵；陕甘总督左宗棠为首的一派则主张加强边境防御，以应对俄国入侵。最终，在东南沿海，清政府设立福建台湾省巩固领土并发展海军；在西北内地，清軍收复新疆，驱除阿古柏势力，与俄國斡旋解决伊犁危机，并建立甘肃新疆省加强管制。
自1930年代日本入侵中国以来，晚清海防与塞防之争进入学界视野，并被演绎成为不同的抗战主张；后学界对之产生了淮系与湘系利益之争、爱国与卖国之争等不同的见解。对晚清海防议的争论至今仍会被中国的战略选择之相关争论引述。

## 背景
中国地缘战略史上，歷代王朝始终面对西北諸族的入侵，甚少出现东南沿海之威胁，故而一向对于中亚草原部族存有戒惧。宋朝和明朝之经营海防，至于清初则迁界禁海以加强海防，但之后承平日久、武备废弛，朱潰、蔡牽之乱历时十年，致使东南骚动，海防之空虚则可见一斑，道光十五年（1835年）即有官员上疏陈述武备废弛之忧。
咸丰、同治年间（1851-1874年）内有太平天国和回民起事。地方督抚之权利扩大使得财政逐步解体，政府开始仰赖外债。外有英法联军之战事，再加中俄伊犁问题、中英滇案、中法越南问题，中外纷争不断。列强东来暴露传统水师之缺陷，引发“师夷长技以制夷”之洋务运动。1840年以来到1870年代，中国经历的两次战败却均是来自于海上，而内陆的同治回乱和海上的牡丹社事件，使得晚清面临西北内陆和东南沿海的双重压力。

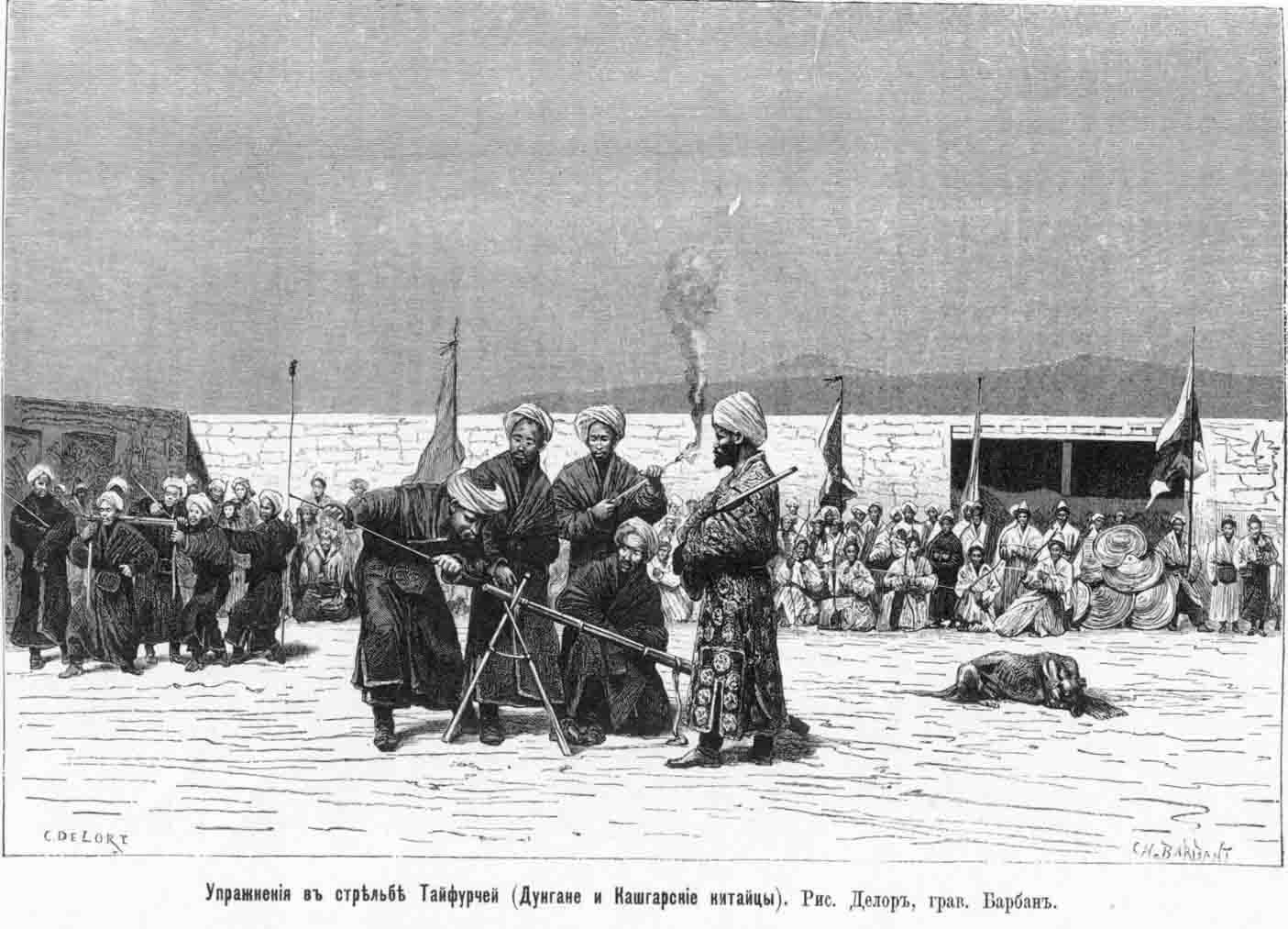
阿古柏手下士兵进行操练

### 西北叛乱

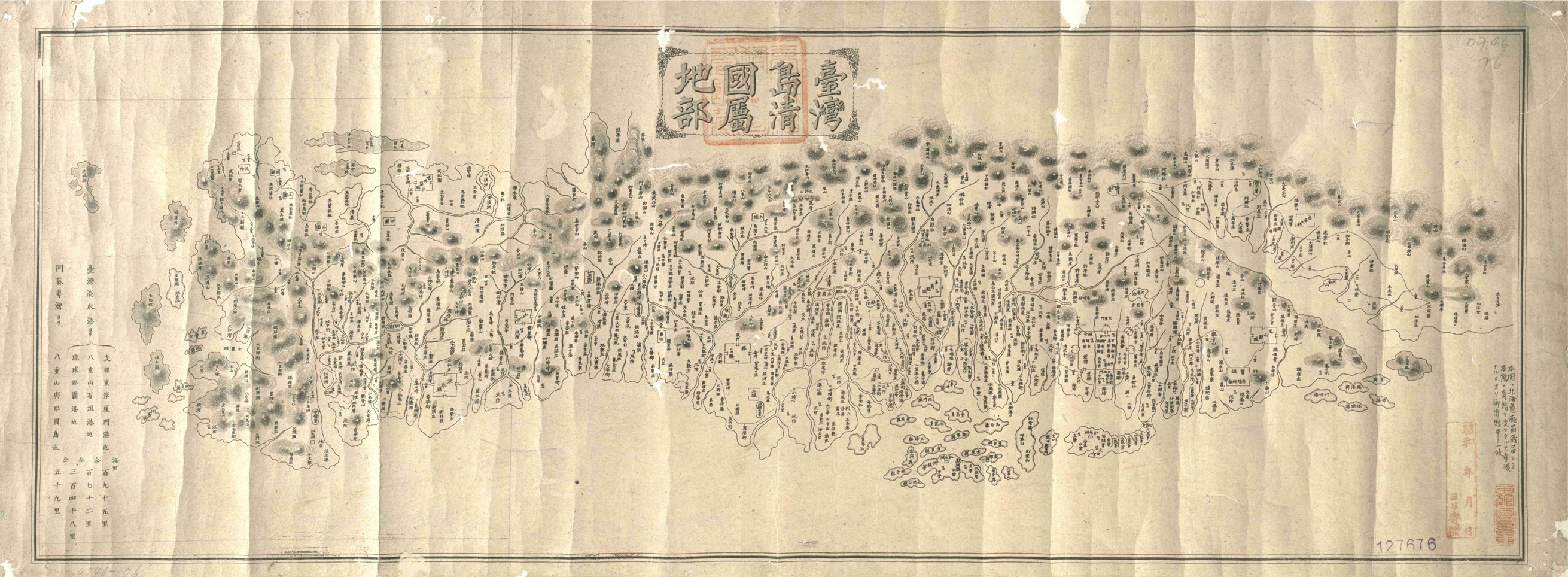
臺灣島清國屬地地图，台湾岛西侧生番之地并未在图中

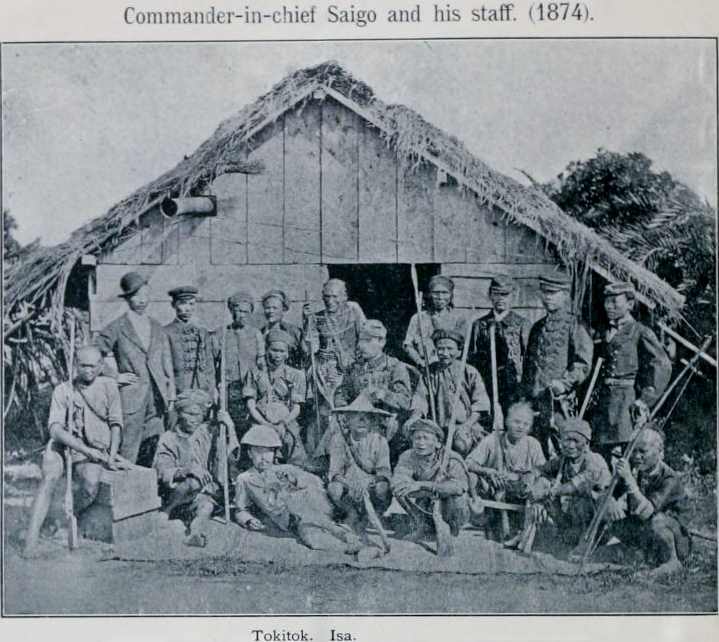
1874年，日本以“生番无主”用兵于台湾，是为牡丹社事件

太平天国起事不久，捻军及回民相继起事。1865年，浩罕汗国军官阿古柏在新疆南部建立了自己的政权。随着1870年前后中亚的浩罕汗国、布哈拉汗国先后成为俄国附庸，阿古柏为维持自己的统治，先后签订《俄国-喀什噶尔条约》及《英国-喀什噶尔条约》。俄国通过条约获得清朝不肯满足之通商及治外法权等权利，与俄国竞争中亚地区的英国亦透过土耳其-印度通道对阿古柏提供支持，换取通商等权利。

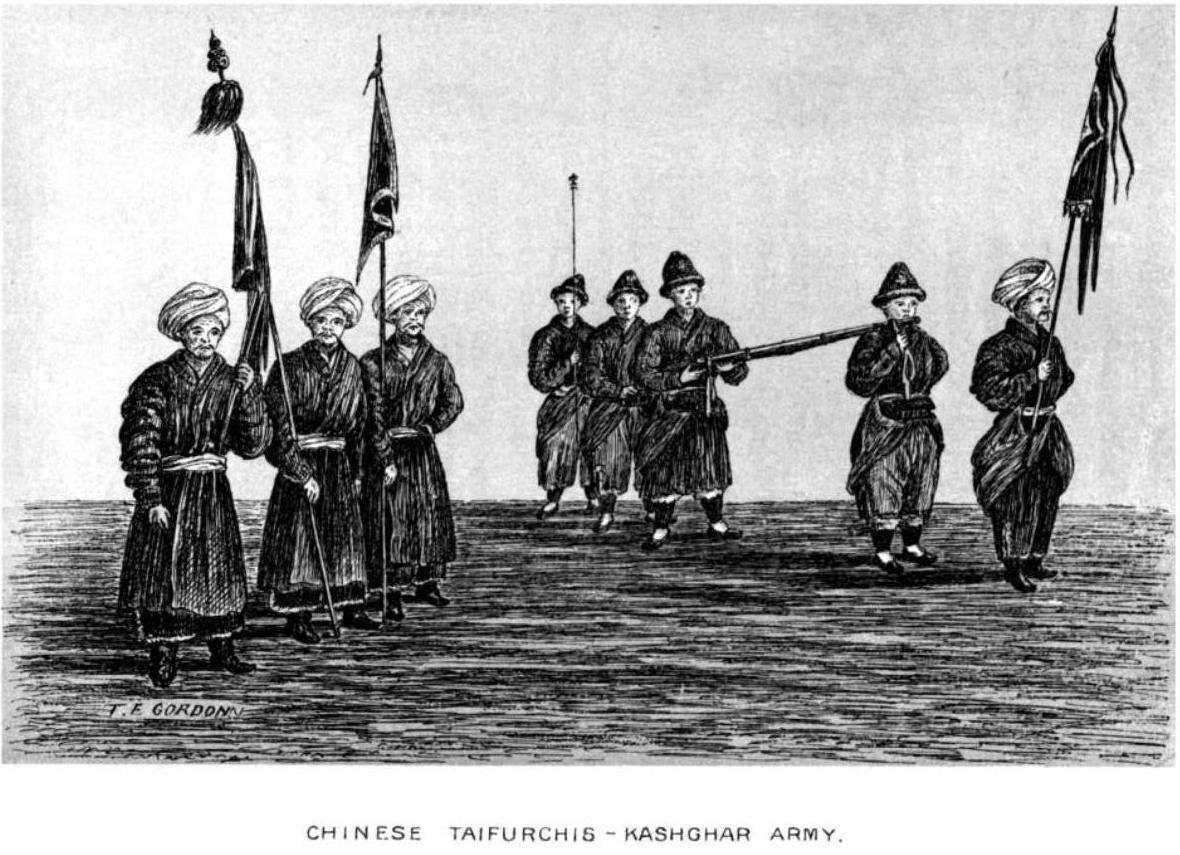
阿古柏的军队

是时，英俄在中亚开展大博弈，英国意欲以喀什噶尔为自己的保护国，以阻塞俄国的扩张，俄国猜忌阿古柏与英国交好，先行占领伊犁。俄国西伯利亚总督府向伊犁将军荣全提议帮忙“收复”伊犁，遭荣全拒绝后，俄国仍然于1871年5月以“代收代守”为理由侵占伊犁。荣全断言，俄国已经将伊犁视为自己之领土，并冀以之为跳板扩张到整个新疆。西北万里版图乃“圣祖菑之，世宗畲之，高宗获之”，对清朝有着重要意义。左宗棠奉命扫除西北内乱，至同治十二年（1873年），已克定陕西、甘肃之内乱，准备向新疆进军。左宗棠给總理衙門答复伊犁問題之看法中指出：「欲杜俄人狡謀，必先定回部，欲收伊犁，必先克烏魯木齊。」清政府亦回复称：「中國不圖規復烏魯木齊，則俄人得步進步，西北兩路已屬堪虞。且關外一撤藩籬，難保回匪不復嘯聚肆擾近關一帶。關外賊勢既熾，雖欲閉關自守，其勢不能。」由是可知，清朝急于收复新疆，意在阻止俄国之进一步扩张。

### 沿海外患
明治维新后，日本以“征服邻国”作为其战略。1871年，中日签订《修好条规》及《通商章程》，签订后不久日本提议修约，遭中国以“两国初次定约，最要守信，不能旋允旋改”拒绝之。日本明治维新以来，日本外务省呈具之国书含有“皇”、“敕”等字样，朝鲜王国以“此等字今天下惟中国当用之，有非交邻之国所可称之者”拒绝接受，引发書契問題，从而导致了日本和朝鲜关系紧张。征韩论在日本甚嚣尘上。1870年，日本派遣使者前往朝鲜，再遭拒绝，时即有主张出兵朝鲜者。出使朝鲜的佐田白茅返回日本后，即主张攻占朝鲜，并且指出“全皇国为一大城，则若虾夷、吕宋、台湾，满清，朝鲜，皆皇国之屏藩也。虾夷业既创开拓，满清可交，朝鲜可伐，吕宋、台湾可唾手而取矣”。
琉球国自明朝洪武十五年（1372年）即藩属中国，却从万历三十年（1602年）起开始藩属于萨摩藩:82。1871年日本废藩置县后，1872年日本政府改置琉球藩。同治十三年（1874年）夏，台湾原住民杀死漂流到台湾的琉球船民，后日本借机以“生番无主”用兵于台湾，是为牡丹社事件。日本之登陆台湾引起清廷之抗议，但清廷虑及海军羸弱，决定不与日本开战，经英美等国斡旋签订《中日北京专约》，赔款给日本50万两白银以换取日本撤军。经此约，中国变相承认了琉球乃日本领土。此事之交涉对清廷震动极大。内阁大学士文祥认为“目前所难缓者，惟防日本为尤亟。以时局论之，日本与闽浙一苇可杭，倭人习惯食言，此番退兵，即无中变，不能保其必无后患。”

## 筹议海防

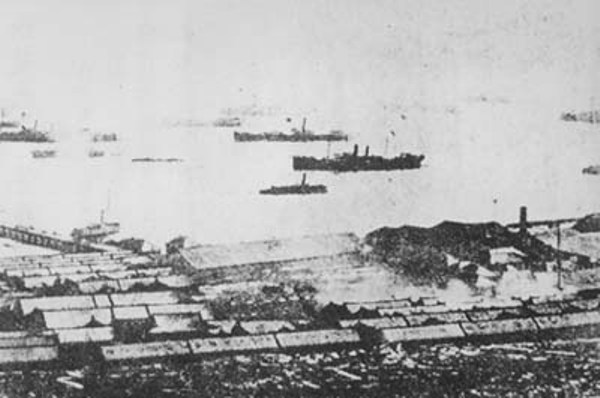
威海卫的北洋水师

同治十三年九月二十七日（1874年11月5日），总理各国事务衙门上《海防亟宜切筹武备必求实际疏》讨论海防，提出练兵、简器、造船、筹饷、用人、持久等六项建议。总理各国事务王大臣恭亲王奕訢在上疏中首先指出，日本进犯，暴露出中国沿海防御的空虚，可能引起西方列国的企图之心。这一奏折引发了引起防务问题之大讨论。同治十三年九月二十九日（1874年11月7日）李鸿章奏称“泰西虽强，尚在七万里之外；日本则近在户闼，伺我虚实，诚为中国永久大患”，各省督抚均表达类似观点。

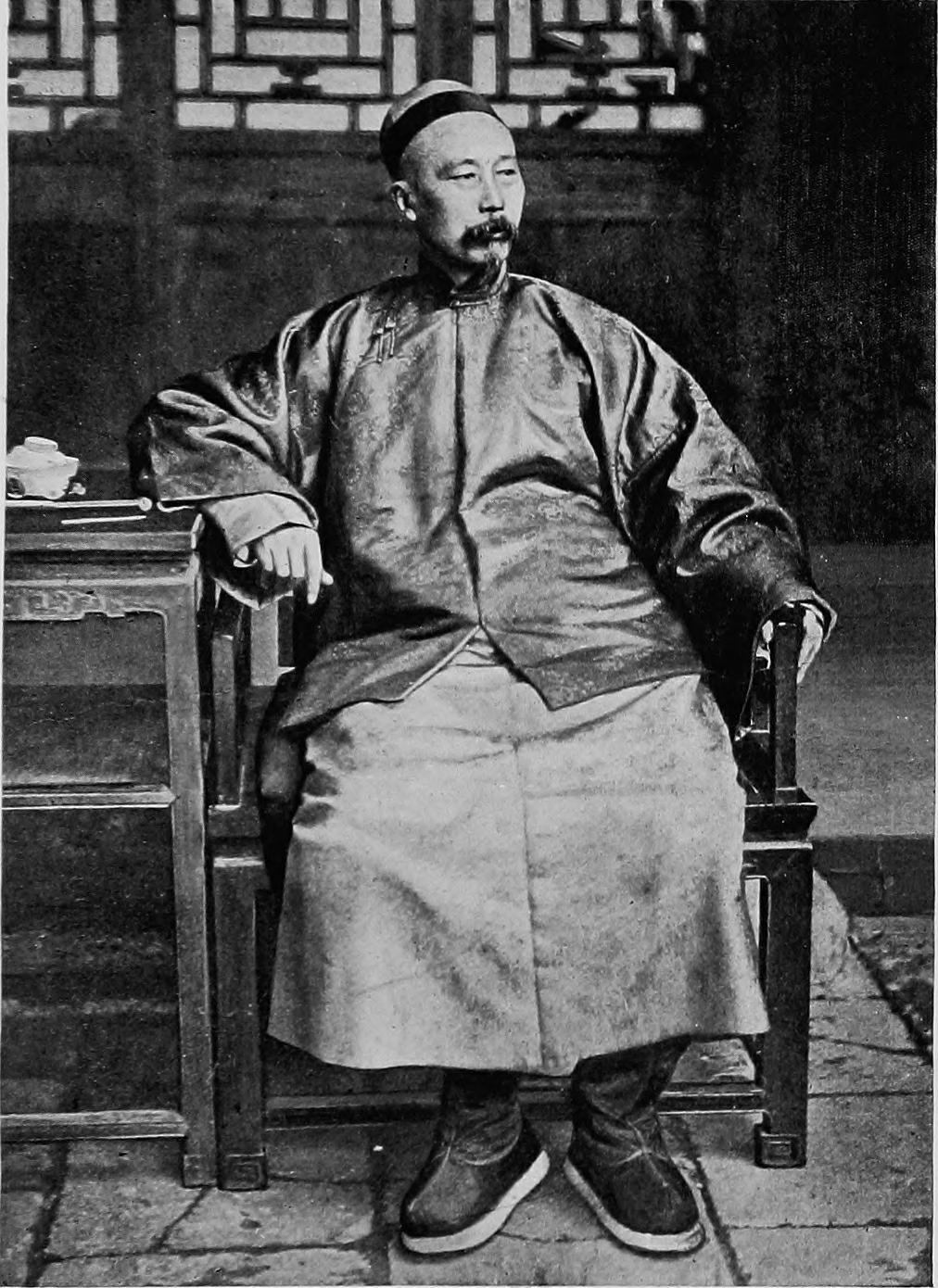
李鸿章，安徽合肥人，时任直隶总督，上疏朝廷加强海防

总理衙门预计，海关洋税加上各省厘金，可拨款出每年四百萬兩海军经费，但这是建立在“緊要軍需”停发的基础上。为筹措经费，总理衙门要求各省督撫提出办法。在限期复奏期间，同年11月19日，广东巡抚张兆栋呈递休病在家的丁日昌所写之《海洋水师章程》，其中建议设立北洋、东洋、南洋三支水师:312。该案在1868年曾向时任两江总督曾国藩提出过，仅有薛福成等丁日昌至交知情。总理衙门见此案中六条建议有参考价值，与总理衙门之六条建议一并下发讨论。
受密诏筹议海防者有：直隸總督李鴻章、盛京將軍都興阿、漕運總督署山東巡撫文彬、钦差输台湾待处海防兼理各国事务大臣沈葆桢、两江总督兼署江苏巡抚李宗羲、江苏巡抚吴元炳、浙江巡撫楊昌濬、福建巡抚王凯泰、闽浙总督李鹤年、兩廣總督英翰、湖广总督兼署湖北巡抚李瀚章、暂署两广总督广东巡抚张兆栋、湖南巡抚王文韶、安徽巡撫裕祿、江西巡抚刘坤一等十五人。山東巡撫丁寶楨亦复奏，丁日昌受到李鸿章邀请复奏。

### 复奏
十一月二日（1874年12月10日），直隶总督李鸿章上，指出“东南海疆万余里，各国通商传教，来往自如，麇集京师及各省腹地。阳托和好之名，阴怀吞噬之计。一国生事，诸国构煽， 实为数千年未有之变局”，而新疆“即无事时，岁需兵费尚三百余万，徒收数千里之旷地，而增千百年之陋卮，已为不值”，李鸿章因此奏请停止用兵新疆，将经费用于海防以抵御日本，引发了争辩。
山西巡抚鲍源深、前江苏巡抚丁日昌、刑部尚书崇实、光绪帝之生父奕𫍽等人纷纷表态支持李鸿章奏折。湖南巡抚王文韶则反对李鸿章之说，指出“我师迟一步，则俄人进一步；我师迟一日，则俄人进一日，事机之急，莫此为甚”，认为应当全力西征。光绪元年正月十九日（1875年2月24日），李鸿章转呈丁日昌重拟之海防六条，其中以国际国内战略格局分析中国之战略环境，以为东北为沙俄和日本共同染指，若干战略方向中“东北为最要，东南与西北为次要，西南又次之”。

### 廷议
各省督抚复奏后，廷议因同治帝病逝而推迟。光绪元年正月二十九（1875年3月6日），复奏既齐，总理衙门向清廷请廷臣会议，清廷一并发回所有原奏、复奏。六部九卿、亲王郡王等94人进行廷议，清廷请所有在京亲郡王应会同大学士、六部九卿再度限期一个月复奏。会上清廷坚持了西征之举措，否定了增鹽厘、開煤鐵等主张，称“現在財力未充只可量我之力，擇要籌辦”。大学士文祥虽然支持建设海军，但是也支持进军新疆，他在廷议中指出:256：“倘西寇数年不剿，养成强大，无论破关而人，甘陕内地皆震；即驶入北路，蒙古诸部皆将叩关内徙，则京师之肩背坏”:256。
因丁日昌后来呈上的六条中，涉及铁路、电报、公司、银行、工商、实业等内容，京中士大夫多攻讦李鸿章、丁日昌。王家璧称丁日昌“矫饰倾险， 心术不正”，于凌辰指责李鸿章及丁日昌“直欲不用夷变夏不止”等。与会的内阁学士翁同龢则坦言：「但言海防宜及早佈置，籌餉則毫無措置也，劃稿而出，真是兒戲！」于凌辰指责李鸿章及丁日昌“直欲不用夷变夏不止”等。王家璧反问洋务派购置船舰和岁币有何区别，还认为洋务派“名为筹办海防，实则暗以破坏曾国藩、彭玉麟苦心经营之江防”，还指责丁日昌“矫饰倾险， 心术不正”。于凌辰、王家璧二人还反对开设厂矿，认为“事事师法西人，以逐彼奇技淫巧之慧，而失我尊君亲上之民心”。光绪帝之生父奕譞和礼亲王世铎等皇族支持兴建海防，但奕譞支持“内外节用”及“暂罢西征”的主张，世铎则反对开设厂矿，部分支持了洋务派。
清廷密谕左宗棠“现在通筹全局，究应如何办理，著该大臣酌度机宜，妥筹具奏”。4月，陕甘总督左宗棠上《复陈海防塞防及关外剿抚运粮情形折》，认为“东则海防，西则塞防，二者并重”，但以“若新疆不固，则蒙部不安，匪特陕、甘、山西各边时虞侵轶，防不胜防，即直北关山，亦将无安眠之日”指出新疆在西北防务中的重要地位:176。左宗棠还指出泰西诸国仅仅志在通商获利，而俄国则是对西北虎视眈眈，如果“俄人不能逞志于西北，各国必不致构衅于东南”，进而建议朝廷移屯实边:176、179。

### 《申报》的影响
《申报》由英国商人经营，其华人主笔主要为江浙人士，在这一时期的报道中极力反对西征、支持海防。《申报》刊发津兵赴台及各海口·筑炮台消息、台湾近事、台湾近信、台湾风景等强调台湾及海防之重要，并指出应当放弃塞防。《申报》刊发购买铁甲战船的消息，指出海防为当务之急，还指出因为台湾之役，沿海各省均谋购置战舰、保卫海疆，其社论称赞李鸿章为救时宰相，并且建议戈壁以内实行郡县制、戈壁以外成为为藩属国。
左宗棠则在与沈葆桢的书信中回应《申报》说法：“《申报》本江浙无赖士人所编，岛人资之以中国。其中亦问有一二事迹堪以覆按者，然干涉时政，拉杂亵语，附录邸报，无纸不然。纤人之谈，不加究诘，置之不论足矣。合肥竟以人奏，并议撤西防以裕东饷，何耶?”左宗棠还对《申报》所记载之观点和事实进行反驳，认为英国和俄国不可能在新疆之事上联手。

### 决议
海防派在争论中提出若干论点:234：
1. 北京离海岸近而离新疆远，沿海防御较边塞防御更为重要；
2. 政府财政拮据，远征新疆之战事胜算小，需重审其可行性；
3. 新疆土地贫瘠，对于中国价值不大；
4. 新疆强敌环伺，将来则难以固守之；
5. 缓征新疆并非放弃，而是保留势力。

塞防派则提出相对的论点:234：
1. 新疆是西北防务之前线，新疆不保则蒙古难保，蒙古不保则京师受累；
2. 西方列强尚未有对中国直接的威胁，而俄国侵吞领土之举已经成为直接之威胁；
3. 海防已经受拨足够经费，不需要将塞防经费转移为海防；
4. 列祖列宗几经战斗所获得的土地不应当放弃；
5. 乌鲁木齐、阿克苏等战略要地应当优先收复。

是时，尚无直接之海防纠纷，而新疆之叛乱则有待清剿:234-235。主战之左宗棠认为中止战事则是招致外人侵占西北:234。塞防之观点在此次争论中得到确认。1875年5月30日，总理衙门总结了筹议，上奏清廷。同日，清政府发布上谕，指出“海防关系紧要，既为目前当务之急，又属国家久远之图，若筑室道谋，仅以空言了事，则因循废弛，何时见诸施行？亟宜未雨绸缪，以为自强之计”，将北洋海防之事宜交由李鸿章办理，南洋海防交予沈葆桢办理，又将西北及防范俄人事务交由左宗棠处理。

## 处置

### 海军建设

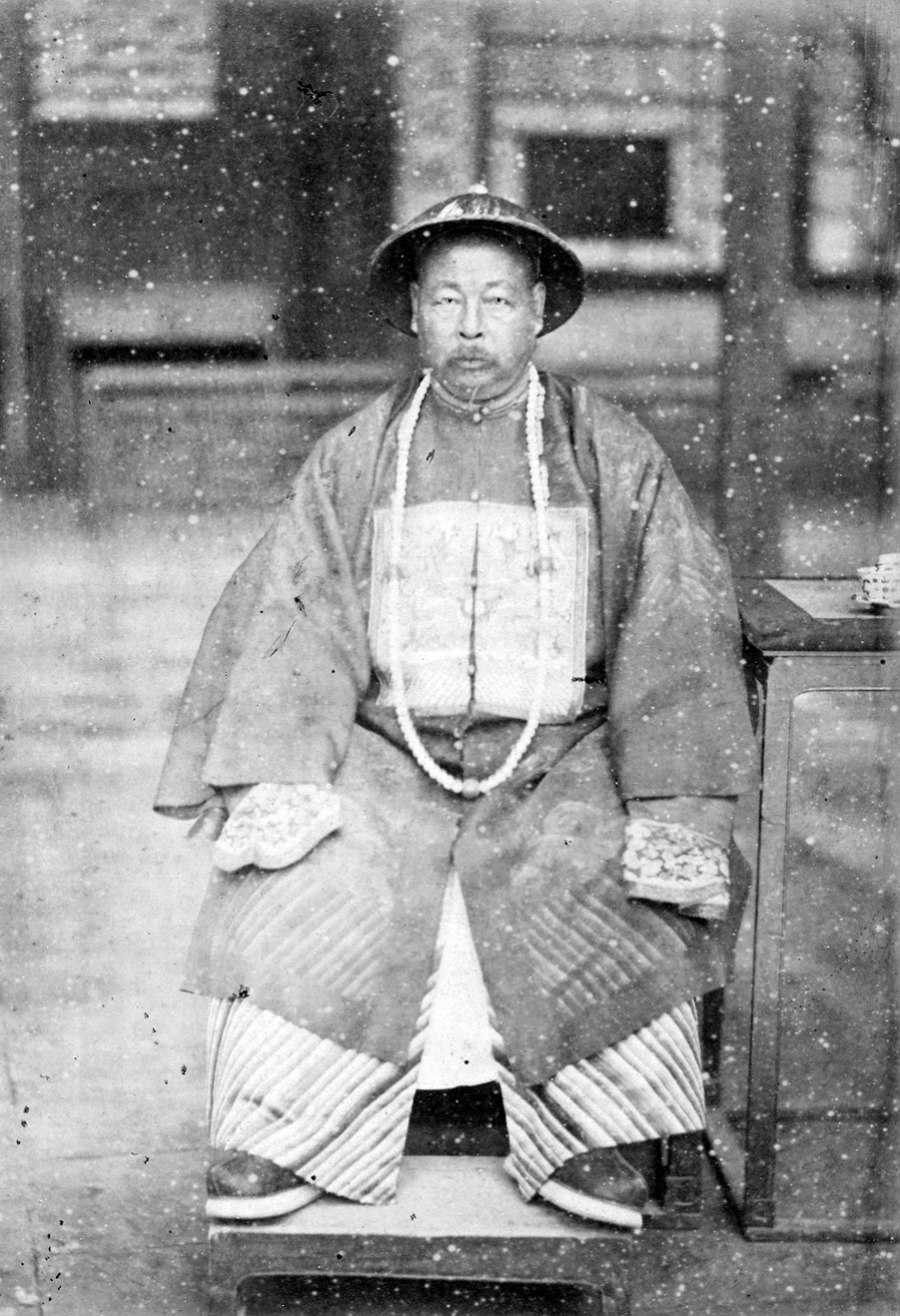
左宗棠，1875年俄国考察团来华，途中在兰州所摄

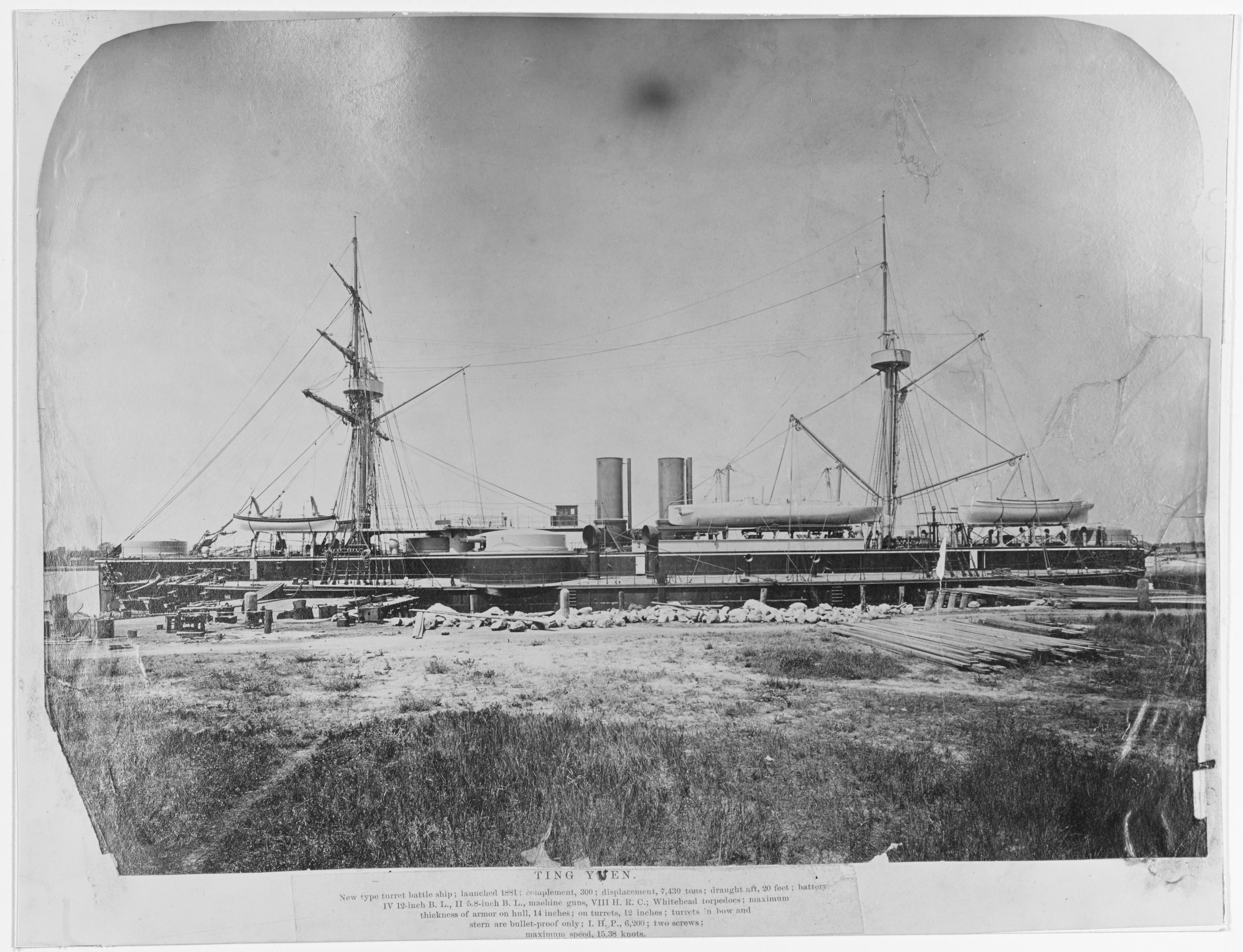
此次辩论后，北洋水师引入定远舰

沈葆桢受任南洋大臣后，愿意将前三年的南洋海防经费让与李鸿章。尽管1875年被准获取每年四百万两之“海军经费”:270，但最初4个月，李鸿章仅仅收到应收款项之不足15%，至1877年李鸿章所得不足两百万两，有说盖朝廷更着力筹措“西征协饷”之故:270。
1879年日本吞并琉球与伊犁危机，李鸿章获准添置战舰:270。李鸿章亦与沈葆桢合作，获得了南洋水师的战舰。李鸿章亦与沈葆桢对建立海军之积极呼吁，间接促成了北洋水师战舰艇的引进。应奕訢等人要求，清廷下令：“各国恃有铁船，狡焉思启，则自强之策，自以练兵购器为先，著李鸿章、沈葆桢妥速筹购合用铁甲船。”至1888年北洋水师成军，先后购入定远舰和镇远舰等主力战舰。
1888年，清政府采纳刘铭传、楊昌濬等人倡议在台湾设立省份，办理台湾等处海防大臣沈葆桢及后来的福建臺灣巡撫均致力谋划台湾的海防建设，其中沈葆桢开山抚番，开放内地民人渡台垦殖，在台南安平、旗后兴建炮台，在基隆倡办煤矿，兴建电报局沟通台湾与内地资讯，并指出在台湾调配新式船舰之重要性。

### 出兵新疆及借款
光绪元年（1875年）三月二十八日，左宗棠被任命为钦差大臣，负责督办新疆军务，因之前往兰州进行准备:235。而左宗棠因缺乏经费经胡雪岩介绍 ，向外国商人贷借一千二百万两白银，引起《申报》非难。1875年秋，因各省积欠征饷，左宗棠再次提出向外商借款1000万两，左宗棠好友沈葆桢反对左宗棠之借款，英国公使则借马嘉理事件要挟停止借款，《申报》亦对此事有所微词。然而清廷依旧批准左宗棠借用外款五百万两，拨用户部库存“海防经费”两百万两，又令十二省份提前发出“西征协饷”:258。1876年3月，左宗棠移师肃州，采取缓进速战的战略，以刘锦棠部速攻入新疆，至11月已取北疆:235。

#### 《申报》传谣

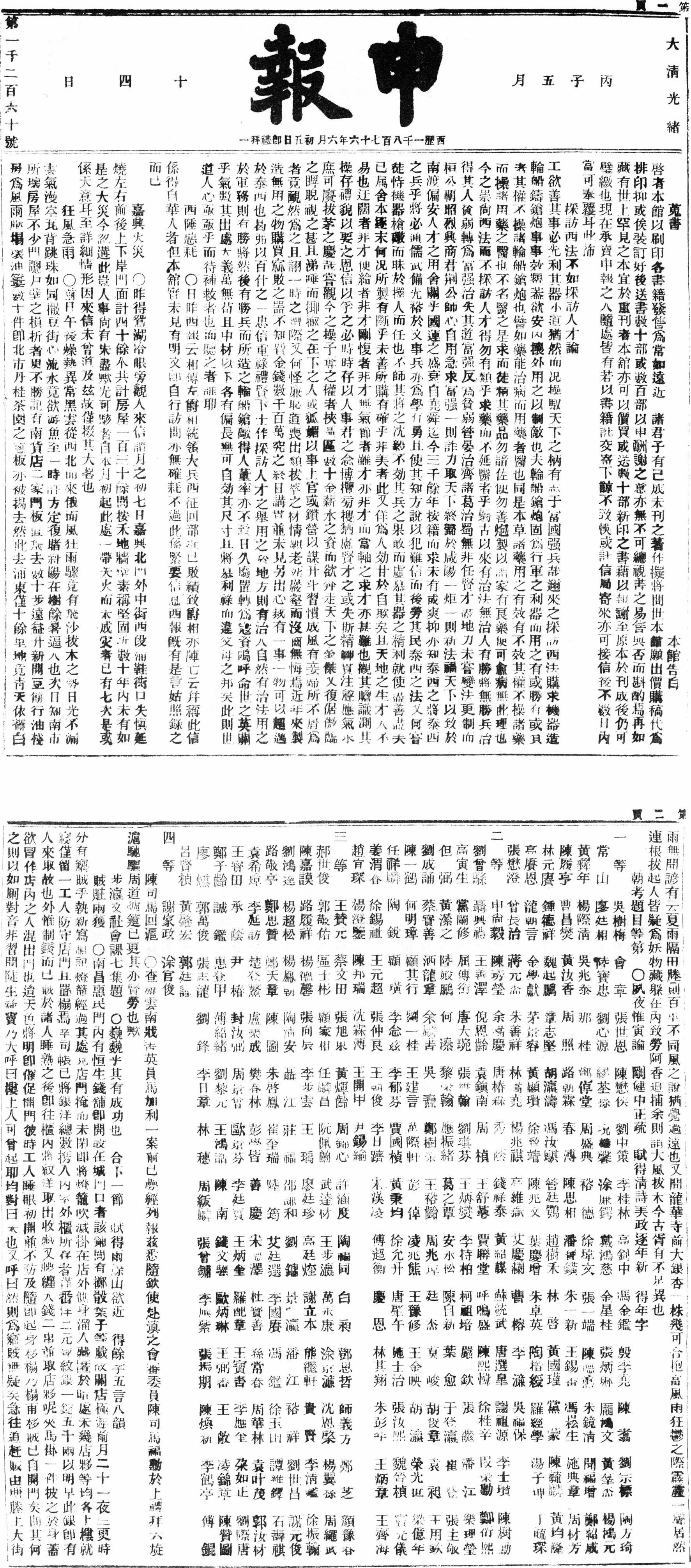
《申報》1876年6月5日頭版

在左宗棠进军新疆期间，《申报》多次刊发谣言，如曾在头版发布西陲噩耗发布消息称“传左爵相（即左宗棠）统领大军西征回部，近已败退，爵相亦阵亡”。左宗棠对《申报》之报道十分气愤，姚云鹤著《上海闲话》即载有其与友人书信中含有“江浙无赖文人以报馆为末路”这类的言语。

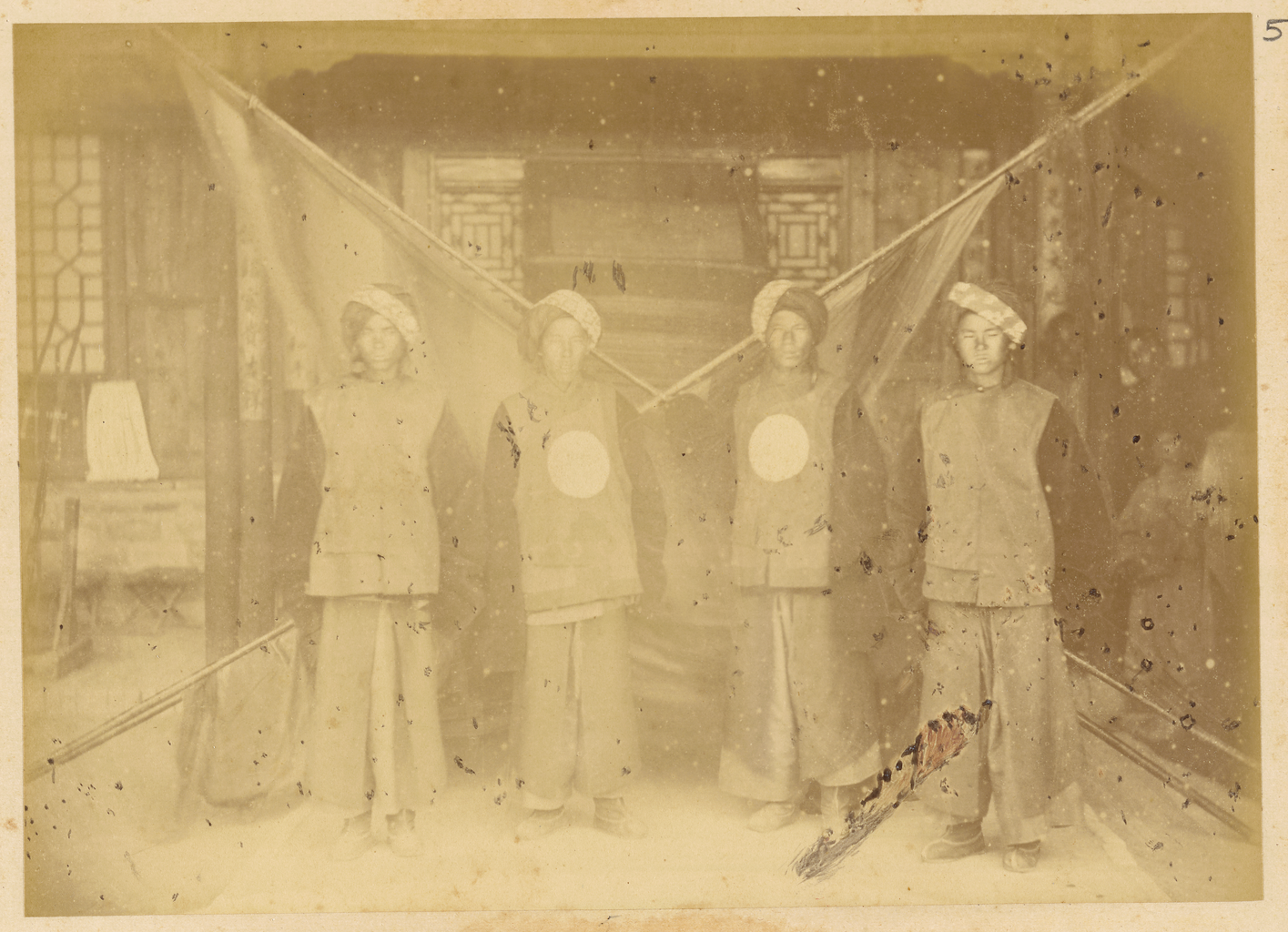
身着马褂的中国士兵，1875年攝於新疆哈密

#### 收复南疆之争议
至清军收复乌鲁木齐，关于是否继续收复南疆，争议再起。大学士文祥此前支持进军新疆，至收复乌鲁木齐则认为“乌垣既克之后 , 宜赶紧收束, 乘得胜之威, 将南八城及北路之地应酌量分封……慎勿因好大喜功 , 铺张过甚, 致堕全功”。海防派鲍源深亦称“自乌鲁木齐、玛纳斯二城克复，天威已足远震，似规取南路之举尚可缓进徐图”。翁同龢则称进军南疆是徒劳之举，“空中原而营石田”。郭嵩焘称“得一镇守乌鲁木齐之大臣，信义威望足以相服，可保百年无事”，亦主张放弃南疆。左宗棠则不为所动，继续进军。

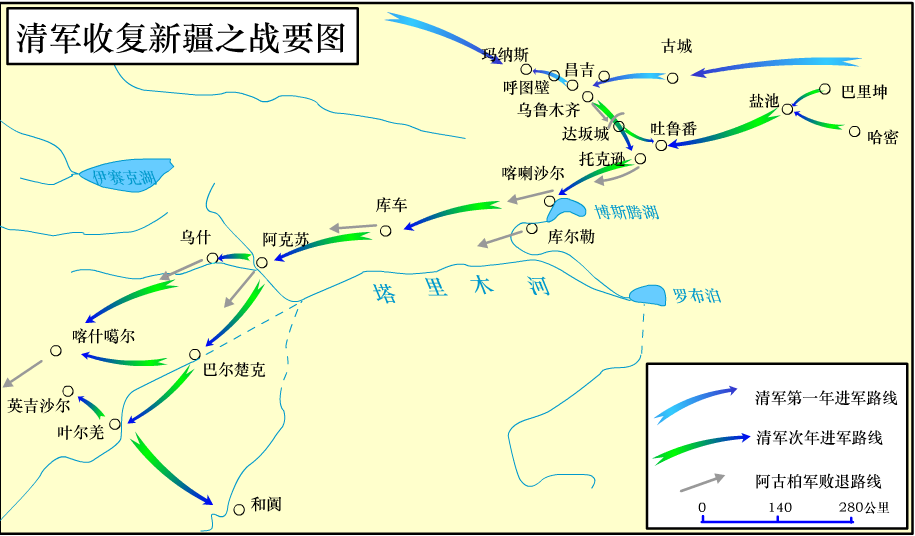
清军收复新疆之战役简图

光绪三年（1877年）三月，董福祥、刘锦棠部自乌鲁木齐跨越天山，攻打达阪城阿古柏残部，徐占彪部西进占据奇克腾木（今鄯善以东）的敌垒，不久即攻克达阪城、托克逊、吐鲁番等南疆外围三城。清军将被阿古柏胁迫而来的维吾尔人释放，获释民众返回后宣传清军的威德，维吾尔人多思报复阿古柏。阿古柏于5月死于库尔勒，死因众说纷纭。阿古柏死后，西逃的阿古柏之子海古拉又遭到库东、阿克苏、萨牙等地维吾尔人袭击，至喀什噶尔遭胞兄伯胡克里手下击杀。

#### 英国干涉
阿古柏曾于1877年春派人前往伦敦寻求调解，英国透过中国驻伦敦大使郭嵩焘及英国驻北京公使威妥玛施压清政府停止出兵。1877年6月20日，清廷密谕左宗棠“直抒己见”，左宗棠回复说“英人为安集延说者，虑俄之蚕食其地，与英有所不利。俄方争土耳其与英相持，我收复旧疆, 兵以义动，彼将何以难之？”英国及阿古柏代表未及与清政府继续讨论:235，左宗棠军已经击溃阿古柏，收复了新疆大部:235。

### 边疆治理
1877年，左宗棠上奏，请求清廷设立新疆省:262。1884年，清政府采纳左宗棠、刘锦棠等人倡议，在新疆设立省份进行经营，废除伯克制、军府制，改由清朝官吏直接统治当地。左宗棠在新疆实行地丁合一的稅收制度，绕过当地伯克进行國家統一之征税；实行招民屯墾政策，将陝西、甘肅、山西、直隸、山東、河南等地汉人犯人引入新疆，更招引内地商人前来经商、服务屯垦；开设私塾，招聘教师，使当地居民“通晓语言”，旨在「化彼殊俗，同我華風」 。至清末，先后设立奉天、吉林、黑龙江等行省，在内蒙古设立州、府、县。

## 学界反思

### 抗日主张
20世纪三四十年代日本入侵中国，1870年代的海防与塞防之争进入学术视野，并引申出不同的抗战主张。1938年对日妥协之声不绝之际，蒋廷黻所著《中国近现代史》以对外关系角度考察了海防与塞防之争，并认为为左宗棠收复新疆“好大喜功”:74，而李鸿章反对左宗棠的主张“是实在的情形”:75，并认为李鸿章之言合理而左宗棠之言高调:75，还认为左宗棠“运气真好”而收复了新疆:75。
萧一山在1944年完成的《清代史》则以追忆左宗棠收复新疆之功来鼓舞全民族抗战，秦翰才《左文襄公在西北》、卢凤阁《左文襄公征西史略》、姚欣安《清末新疆政策底史的发展》等书均赞扬左宗棠的举措，是为当年的主流观点。

### 性质之争
20世纪40年代至70年代間，中国大陆的学术研究屈从于政治斗争，洋务运动被彻底否定，李鸿章和左宗棠两人的争论被视为“狗咬狗”的利益之争，因而海防与塞防之争被视为的淮系和湘系的利益之争。范文澜1945年在延安写的《中国近代史》将争论视为看做是淮系与湘系利益之争在琉球事件中业已产生的争论的继续。1957年林增平的《中国近代史》及1976年出版的《近代中国史稿》均持此论调。依照这一史观，李鸿章是卖国贼，而曾国藩亦非爱国者。
1980年代，中国近代史研究中的阶级斗争范式受到了质疑，1983年《湖南师院学报》“笔谈左宗棠”专栏重评左宗棠，随后董蔡时和杨东梁各自的两本《左宗棠评传》相继出版，将左宗棠和李鸿章之间的争论描述为“是要不要维护国家领土主权的完整，要不要维护中华民族根本利益的大是大非之争，实质上是爱国与卖国的斗争”。在是否要收复新疆之辩论中，王文韶与左宗棠驳斥了边疆无用等论调，左宗棠以六十五岁之高龄毅然发兵西征，即表现出爱国之情操:311。1986年杨慎之主编的《左宗棠研究论文集》即总结了这一观点。
又有学者指出，从根本上而言，争论各方均是要抵御强敌、挽救危机，因此争论并非爱国与卖国之争:312-313。亦有学者认为1874-1875年间海防与塞防争论之“复奏”阶段尚属于“谁是最大的敌人”的争论，而“廷议”阶段则开始讨论是否变法、是否学习西方等实质问题。

### 现代化范式
20世纪80年代以来，现代化范式被应用于相关研究。传统中国无主权及疆界之观念，乃一文化单一体。在华夷之辨中，新疆之维吾尔、哈萨克为“夷”，故而有舍之以保中原之说。中国通过近代条约体系将过往模糊之疆域确定为明确之边界，进而施加以中央权力，从而确定了中国边境之主权。新疆和台湾建省之主张自从康熙年间就不断有人提出，而此次辩论使得新疆和台湾之战略地位获得彰显，新疆建省标志着中国边境治理之现代化，而台湾建省亦为筹措海防之结果，一改过往“防台而治台”之消极政策，影响了后来东三省及蒙古议设行省。

传统中国之天下秩序

王生荣的《中国地缘战略论》和楼耀亮的《地缘政治与中国国防战略》认为此次辩论标志着中国国防战略近代化，使得清廷在短时间内面对攘外安内、海防边防、南北方向、传统及现实等诸多纬度之选择。中国乃一海陆复合之国家，东南沿海以海洋为屏障，相对稳定，而北方之游牧骑兵对历代中原王朝实行骚扰，故而陆权为历代中国主要考量；李鸿章、沈葆桢等官员借此次争论促使海防建设进入清廷决策者视野，使之成为了中国的国家战略。

### 引用
1. 1 2 3 4 5 6 7  曹浚. . 中国高新区. 2018, (4): 278,280  [2019-06-26]. （原始内容存档于2020-06-23）.
2. 1 2 3 4  Hsü, Immanuel C. Y. . Harvard Journal of Asiatic Studies. 1964, 25: 212–228  [2019-06-26]. ISSN 0073-0548. doi:10.2307/2718343. （原始内容存档于2020-04-14）.
3. 1 2 3 4 5 6 7 8 9 10 11 12  周云亨. . 江南社会学院学报. 2007-12, 9 (4): 42-46  [2019-06-26]. doi:10.3969/j.issn.1673-1026.2007.04.010. （原始内容存档于2020-04-14）.
4. 1 2 3 4 5 6 7 8 9 10 11 12 13 14 15 16 17  尹全海. . 河南社会科学. 2007-01, 15 (1): 127-129  [2019-06-26]. doi:10.3969/j.issn.1007-905X.2007.01.029. （原始内容存档于2020-04-14）.
5. ↑  胡键. . 社会观察. 2010, (12): 30-33  [2019-06-26]. doi:10.3969/j.issn.1672-3171.2010.12.012. （原始内容存档于2020-04-14） –观察者网.
6. 1 2 3  王家俭.  (PDF). 台湾师大学报,. 1967, (12): 1-39  [2019-06-27]. （原始内容存档 (PDF)于2019-09-09）.
7. 1 2  史绍良; 吴红松. . 文教资料. 2010, (20): 109-111  [2019-06-26]. doi:10.3969/j.issn.1004-8359.2010.20.057. （原始内容存档于2020-04-14）.
8. 1 2 3 4 5 6 7 8  刘石吉. . 王建朗; 黄克武  (编). . 北京: 社会科学文献出版社. 2016-09. ISBN 978-7-5097-8451-8.
9. 1 2 3 4 5 6 7 8  王柯.  (PDF). 原载于《二十一世紀》2007年2月号，第九十九期；转载于《民族学与社会学通讯》Sociology Ethnicity（中国社会学会民族社会学专业委员会·北京大学社会学人类学研究所）第69期，2010年.   [2019-06-27]. （原始内容存档 (PDF)于2019-06-11） –香港中文大学.
10. 1 2  刘增合.  (PDF). 新闻与传播研究. 2015, (7): 51-68  [2019-06-28]. （原始内容存档 (PDF)于2019-06-28） –暨南大学.
11. ↑  王希隆; 杨代成. . 中国边疆史地研究. 2019-04-19, (1)  [2019-06-28]. （原始内容存档于2020-04-14）.
12. 1 2 3 4 5  陈勇勤. . 福建论坛（人文社会科学版）. 2006, (6): 72-75  [2019-06-26]. doi:10.3969/j.issn.1671-8402.2006.06.017. （原始内容存档于2020-04-14）.
13. ↑  王如绘. . 东岳论丛. 2011, 32 (6): 60-66  [2019-06-26]. doi:10.3969/j.issn.1003-8353.2011.06.008. （原始内容存档于2020-04-14）.
14. 1 2 3 4  吴素兰. . 台湾研究集刊. 2015, (4): 73-78  [2019-06-26]. doi:10.3969/j.issn.1002-1590.2015.04.009. （原始内容存档于2020-04-14）.
15. ↑  唐中粮. . 学理论. 2009, (6): 127-128  [2019-06-26]. doi:10.3969/j.issn.1002-2589.2009.06.054. （原始内容存档于2020-04-14）.
16. 1 2 3 4 5  蒋廷黻. . 商务印书馆发行. 艺文研究会出版. 1938-07.
17. 1 2 3 4 5 6 7 8 9 10 11 12 13 14 15 16 17 18  翁飞. . 江淮文史. 2014, (6): 23-39  [2019-06-26]. doi:10.3969/j.issn.1005-572X.2014.06.003. （原始内容存档于2020-06-23）.
18. 1 2 3 4  管祥久. . 社科纵横. 2016, (3): 119-122  [2019-06-26]. doi:10.3969/j.issn.1007-9106.2016.03.027. （原始内容存档于2020-04-14）.
19. 1 2 3 4 5 6 7 8 9 10 11 12 13 14 15 16  卢宁. . 华南理工大学学报 (社会科学版). 2010-12, 12 (6): 71-77  [2019-06-26]. doi:10.3969/j.issn.1009-055X.2010.06.013. （原始内容存档于2020-04-14）.
20. 1 2  黄顺力. . 厦门大学学报（哲学社会科学版）. 2018, (4): 116-125  [2019-06-26]. （原始内容存档于2020-04-14）.
21. 1 2 3 4 5 6  陳先松.  (PDF). 中央研究院歷史語言研究所集刊. 2013-09, (第八十四本，第三分（民國一○二年九月）)  [2019-06-27]. （原始内容存档 (PDF)于2020-07-18） –中央研究院歷史語言研究所.
22. 1 2  辛欣. . 江桥抗战及近代中日关系研究（下）【分类号】：K252.   [2019-06-27]. （原始内容存档于2019-09-10） –大连图书馆.
23. 1 2 3  梁小进. . 长沙: 湖南大学出版社. 2012-10. ISBN 978-7-5667-0176-3.
24. 1 2 3 4 5  明立志. . 山东师范大学学报(人文社会科学版). 1984, (2): 28-36  [2019-06-28]. （原始内容存档于2020-04-14）.
25. 1 2 3 4 5 6 7 8  Liu, Kwang-Ching; Smith, Richard J. . . 民国七十六年九月初版发行（中文国际版）. 张玉法主译. 台北市: 南天书局有限公司. 1987-09.
26. 1 2  左宗棠. . 刘泱泱校点. 长沙: 岳麓书社. 2014-08. ISBN 978-7-5538-0271-8.
27. 1 2 3 4  项杨春. . 新闻爱好者. 2017, (10): 53-57  [2019-06-26]. doi:10.16017/j.cnki.xwahz.2017.10.016. （原始内容存档于2020-04-14）.
28. ↑  左宗棠. . . 北京. 2009-11-01  [2019-06-28]. ISBN 9787999010876. （原始内容存档于2019-09-10） （中文）.
29. ↑  . 党的生活（黑龙江）. 2014-07-21, (6): 50–51  [2019-06-28]. doi:10.3969/j.issn.1002-2597.2014.06.034. （原始内容存档于2020-04-14）.
30. 1 2 3 4 5 6 7 8  徐中约. . 插图重校 第6版. 北京: 世界图书北京出版公司. 2013-08. ISBN 978-7-5100-4955-2.
31. 1 2 3 4  田照军. . 天中学刊. 2015, 30 (4): 122-124  [2019-06-28]. doi:10.3969/j.issn.1006-5261.2015.04.026. （原始内容存档于2020-04-14）.
32. 1 2  杨玉荣; 龚耘. . 湖北社会科学. 2013, (8): 89-93  [2019-06-26]. （原始内容存档于2020-04-14）.
33. ↑  张慧芬. . 卷宗. 2014, (12): 577-578  [2019-06-26]. （原始内容存档于2020-04-14）.
34. 1 2 3 4 5  薛正昌. . 固原师专学报. 1991, (2): 59-67、100  [2019-06-26]. （原始内容存档于2020-04-14）.
35. 1 2 3 4 5 6 7 8 9  高月. . 文化纵横. 2018, (3): 124-133  [2019-06-27]. （原始内容存档于2020-04-15）.
36. ↑  纪大椿. . 历史研究. 1979, (3)  [2019-06-30]. （原始内容存档于2020-04-14）.
37. ↑  白海提. . 西北师大学报（社会科学版）. 2014, (3): 80-87  [2019-06-27]. （原始内容存档于2020-04-14）.
38. 1 2 3  何炜东. . 上海: 复旦大学（硕士学位论文）. 2009-06-05  [2019-06-28]. doi:10.7666/d.y1972244. （原始内容存档于2020-04-14）.
39. 1 2  薛小荣. . 探索与争鸣. 2006, (7): 57-60  [2019-06-26]. doi:10.3969/j.issn.1004-2229.2006.07.023. （原始内容存档于2020-04-14）.
40. ↑  罗健峰. . 科技风. 2014, (8): 217-217,221  [2019-06-26]. doi:10.3969/j.issn.1671-7341.2014.08.189. （原始内容存档于2020-04-14）.